# الحكومة الإماراتية (2013)
حكومة دولة الإمارات العربية المتحدة (2013) هي الحكومة العاشرة في تاريخ دولة الإمارات منذ قيام الاتحاد عام 1971، والرابعة التي شكلها الشيخ محمد بن راشد آل مكتوم بعد اعتماد الشيخ خليفة رئيس الدولة.

## الرؤية والأهداف
شهدت هذه الحكومة تغيير مسمى وزارة التجارة الخارجية إلى وزارة التنمية والتعاون الدولي، وتعيين الشيخ نهيان بن مبارك وزير الثقافة والشباب وتنمية المجتمع بدلا عن التعليم العالي والبحث العلمي، وتعيين الشيخ حمدان بن مبارك آل نهيان وزير التعليم العالي والبحث العلمي بدلا عن الأشغال العامة، وتعيين عبد الرحمن بن محمد العويس  وزير الصحة بدلا عن الثقافة والشباب وتنمية المجتمع.
كما شهدت هذه الحكومة دخول وزراء جدد وهم: سهيل المزروعي وزيراً للطاقة، عبد الله بن محمد بالحيف النعيمي وزيراً للأشغال العامة، سلطان الجابر وزير دولة، عبد الله بن محمد غباش وزير دولة.

## أعضاء مجلس الوزراء
1. الشيخ محمد بن راشد آل مكتوم نائب رئيس الدولة رئيس مجلس الوزراء حاكم دبى وزير الدفاع.
2. الفريق الشيخ سيف بن زايد آل نهيان نائبا لرئيس مجلس الوزراء وزيرا للداخلية.
3. الشيخ منصور بن زايد آل نهيان نائبا لرئيس مجلس الوزراء وزيرا لشؤون الرئاسة.
4. الشيخ حمدان بن راشد آل مكتوم وزيرا للمالية.
5. الشيخ عبد الله بن زايد آل نهيان وزيرا للخارجية.
6. الشيخ نهيان بن مبارك آل نهيان وزيرا للثقافة والشباب وتنمية المجتمع .
7. الشيخ حمدان بن مبارك آل نهيان وزيرا للتعليم العالي والبحث العلمي.
8. الشيخة لبنى بنت خالد القاسمي وزيرة للتنمية والتعاون الدولي.
9. محمد بن عبدالله القرقاوي وزيرا لشؤون مجلس الوزراء.
10. سلطان بن سعيد المنصوري وزيرا للاقتصاد.
11. مريم بنت محمد الرومي وزيرة للشؤون الاجتماعية.
12. حميد بن محمد عبيد القطامي وزيرا للتربية والتعليم.
13. عبد الرحمن بن محمد العويس وزيرا للصحة.
14. صقر بن غباش سعيد غباش وزيرا للعمل.
15. أنور بن محمد قرقاش وزير الدولة للشؤون الخارجية وزير دولة لشؤون المجلس الوطني الاتحادي.
16. هادف بن جوعان الظاهري وزيرا للعدل.
17. راشد أحمد بن فهد وزيرا للبيئة والمياه.
18. سهيل بن محمد فرج فارس المزروعي وزيرا للطاقة.
19. عبد الله بن محمد بالحيف النعيمي وزير الأشغال العامة.
20. عبيد بن حميد الطاير وزير الدولة للشؤون المالية.
21. ميثاء بنت سالم الشامسي وزيرة دولة.
22. ريم بنت ابراهيم الهاشمي وزيرة دولة.
23. سلطان بن أحمد سلطان الجابر وزير دولة.
24. عبدالله بن محمد غباش وزير دولة.

## التعديلات الوزارية
في 12 مارس 2013، أجري التعديل الأول على الحكومة حيث ضمت وزارة التجارة الخارجية إلى وزارة الاقتصاد، واستحدثت وزارة التنمية والتعاون الدولي وعينت في هذه الحقيبة الشيخة لبنى القاسمي التي كانت وزيرة للتجارة الدولية، واوكل إلى الشيخ نهيان بن مبارك وزارة الثقافة والشباب وتنمية المجتمع بدلًا من حقيبة التعليم العالي، وأوكل وزير الثقافة السابق عبدالرحمن العويس وزارة الصحة.